# 진선여자고등학교
진선여자고등학교(眞善女子高等學校)는 대한민국 서울특별시 강남구 역삼동에 있는 사립 고등학교이다.

## 학교 연혁
- 1964년 3월 25일: 학교법인 위덕학사 설립 인가
- 1976년 8월 25일: 강남구 도곡동 산 1-3번지 교사 신축 기공
- 1976년 12월 28일: 진선여자고등학교 설립 인가 (30학급)
- 1977년 1월 5일: 교사 1,950평 및 부속건물 준공
- 1977년 3월 1일: 초대 손인수 교장 취임 (중ㆍ고 겸임)
- 1977년 3월 5일: 개교, 입학식 (10학급 602명)
- 1978년 4월 18일: 학교법인 "위덕학사"를 "회당학원"으로 개칭
- 1980년 10월 17일: 체육관 준공식 (300평)
- 1985년 10월 21일: 회당기념관 개관 헌공 불사
- 2002년 9월 2일: 교육정보도서관 개관
- 2005년 10월 11일: 연화관 헌공 불사
- 2005년 12월 1일: 생활관 헌공 불사
- 2016년 12월 19일: 제25대 회당학원 이철희 이사장 취임
- 2019년 2월 13일: 제40회 졸업식
- 2023년 3월 1일: 제17대 정극상 교장 취임
- 2023년 3월 2일: 제47회 입학식 (11학급 338명)

## 참고 자료
- 진선여자고등학교 - 한국교육학술정보원 학교알리미